# Bulbine torta
Bulbine torta är en grästrädsväxtart som beskrevs av Nicholas Edward Brown. Bulbine torta ingår i släktet bulbiner, och familjen grästrädsväxter. Inga underarter finns listade i Catalogue of Life.